# Droga N993 (Holandia)
Droga prowincjonalna N993 (nid. Provinciale weg 993) – droga prowincjonalna w Holandii, w prowincji Groningen. Łączy miasto Bedum z drogą prowincjonalną N360 w Ten Boer. Na zachód od Sint-Annen N993 krzyżuje się z drogą prowincjonalną N46 za pomocą węzła drogowego.
N993 to droga jednopasmowa o maksymalnej dopuszczalnej prędkości 60 km/h. W gminie Bedum droga nosi nazwę Sint-Annerweg. W gminie Ten Boek nosi kolejno nazwy Bedumerweg i Boersterweg.